# Gmina Książ Wielkopolski
Die Gmina Książ Wielkopolski ist eine Stadt-und-Land-Gemeinde im Powiat Śremski der Woiwodschaft Großpolen in Polen. Ihr Sitz ist die gleichnamige Stadt (deutsch Xions) mit etwa 2700 Einwohnern.

## Geographie
Die Gemeinde umfasst ein Gebiet von fast 148 km² und grenzt im Nordwesten an die Gemeinde der Kreisstadt Śrem (Schrimm). Die Stadt Posen liegt etwa 40 Kilometer nordnordwestlich.

## Geschichte
Die Gemeinde besteht seit 1973 und gehörte von 1975 bis 1998 zur Woiwodschaft Posen.

## Gliederung
Die Stadt-und-Land-Gemeinde Książ Wielkopolski umfasst die Stadt selbst und 21 Dörfer mit Schulzenämtern:
| Name                 | deutscher Name (1815–1918)                | deutscher Name (1939–1945)               |
| -------------------- | ----------------------------------------- | ---------------------------------------- |
| Brzóstownia          | Brzustownia                               | Birkenfeld                               |
| Charłub              | Charlub Hauland                           | Grenzhof                                 |
| Chrząstowo           | Chrzonstowo 1906–1918 Großlinde           | Großlinde                                |
| Chwałkowo Kościelne  | Chwalkowo                                 | 1939–1943 Neudorf 1943–1945 Walkau       |
| Dębniak              | Vorwerk Eichrode                          | Eichrode                                 |
| Feliksowo            | Vorwerk Felixowo                          | Wilhelmsau                               |
| Gogolewko            | Gogolewo Hauland 1906–1918 Louisenhorst   | Luisenhorst                              |
| Gogolewo             | Gogolewo                                  | Luisenhorst                              |
| Jarosławki           | Jaroslawki                                | Seeland                                  |
| Kiełczyn             | Kielczyn                                  | Kielczyn                                 |
| Kiełczynek           | Kielczyn Hauland                          | Friedrichshauland                        |
| Konarskie p. Bninem  | Konarskie bei Bnin                        | 1939–1943 Kunrode 1943–1945 Koners       |
| Konarskie p. Książem | Konarskie bei Xions                       | Wiesenhof                                |
| Konarzyce            | Konarskie Hauland; ab 1905 Friedrichsburg | Friedrichsburg                           |
| Kołacin              | Kolacin                                   | Altdorf                                  |
| Książ Wielkopolski   | Xions                                     | 1939–1943 Tiefenbach 1943–1945 Schonz    |
| Lążek                | Vorwerk Lonzek                            | Lengheide                                |
| Ługi                 | Lugi                                      | Sanddorf                                 |
| Mchy                 | Emchen                                    | Emchen                                   |
| Międzybórz           | Miendzyburz                               | Mittenwalde                              |
| Obreda               | Vorwerk Obreda                            | Pappelau                                 |
| Radoszkowo           | Radoszkowo                                | Obertiefenbach                           |
| Radoszkowo Drugie    | Vorwerk Radoszkowo                        | ?                                        |
| Sebastianowo         | Sebastianowo                              | Teichtal                                 |
| Sroczewo             | Sroczewo Hauland                          | 1939–1943 Schönwalde 1943–1945 Schönwald |
| Świączyń, Świączyce  | Swionczyn Hauland                         | Friedrichseck                            |
| Włościejewice        | Wlosciejewki Hauland                      | Sandberg                                 |
| Włościejewki         | Wlosciejewki                              | Sandfelde                                |
| Zaborowo             | Zaborowo                                  | Hermannsdorf                             |
| Zakrzewice           | Zakrzewo Hauland                          | Langenfelde                              |
| Zakrzewo             | Zakrzewo                                  | Untertiefenbach                          |
| Zawory               | Zawory 1906–1918 Riegelhof                | Riegelhof                                |